# 木村健一郎
木村 健一郎（きむら けんいちろう、1952年（昭和27年）8月20日 - ）は、日本の政治家、司法書士、行政書士、土地家屋調査士。山口県周南市長（2期）、山口県議会議員（1期）を務めた。

## 来歴
山口県徳山市（現・周南市）生まれ。山口県立徳山高等学校、早稲田大学法学部卒業。司法書士、徳山商工会議所青年部会長を経て、2003年に山口県議会議員選挙に無所属で出馬。定数4の選挙区に9人が乱立する混戦の中、4位で初当選した。会派「新政クラブ」に所属。
徳山商工会議所でまちづくり運動に積極的に携わっていたため、河村和登徳山市長（当時）から助役就任の打診を受けたが、行政経験の不足を理由に固辞した。
2007年4月22日に行われた周南市長選挙に立候補。地元経済界の手厚い支援を受けていたが、草の根的な選挙運動を展開した元会社社長の島津幸男に敗北。
※当日有権者数：123,978人 最終投票率：54.68%（前回比：－6.01pts）
| 候補者名   | 年齢 | 所属党派 | 新旧別 | 得票数   | 得票率 | 推薦・支持 |
| ---------- | ---- | -------- | ------ | -------- | ------ | ---------- |
| 島津幸男   | 61   | 無所属   | 新     | 39,137票 | 58.36% |            |
| 木村健一郎 | 54   | 無所属   | 新     | 27,926票 | 41.64% |            |

2011年、再び周南市長選挙に立候補。一転、経済界の支援を受けなかったものの、現職の島津を破って初当選した。
※当日有権者数：122,457人 最終投票率：49.01%（前回比：－5.67pts）
| 候補者名   | 年齢 | 所属党派 | 新旧別 | 得票数   | 得票率 | 推薦・支持 |
| ---------- | ---- | -------- | ------ | -------- | ------ | ---------- |
| 木村健一郎 | 58   | 無所属   | 新     | 36,238票 | 60.95% |            |
| 島津幸男   | 65   | 無所属   | 現     | 23,220票 | 39.05% |            |

2015年、元職の島津を破り再選。
※当日有権者数：119,681人 最終投票率：49.78%（前回比：＋0.77pts）
| 候補者名   | 年齢 | 所属党派 | 新旧別 | 得票数   | 得票率 | 推薦・支持 |
| ---------- | ---- | -------- | ------ | -------- | ------ | ---------- |
| 木村健一郎 | 62   | 無所属   | 現     | 36,860票 | 62.61% |            |
| 島津幸男   | 69   | 無所属   | 元     | 22,013票 | 37.39% |            |

『』。2018年11月19日、徳山動物園リニューアル北園広場修景工事の条件付き一般競争入札で官製談合があったとして、市職員課長と業者が逮捕された。事件を受けて、市政刷新を求める支持者の声に押されて、元自民党県議の藤井律子が市長選へのくら替え出馬を表明。2019年4月21日に行われた市長選では、木村は河村敏夫、新造健次郎の両県議、15人の市議の支援と連合山口の推薦を得るも、藤井に敗れ落選。
※当日有権者数：118,946人 最終投票率：48.51%（前回比：＋0.77pts）
| 候補者名   | 年齢 | 所属党派 | 新旧別 | 得票数   | 得票率 | 推薦・支持       |
| ---------- | ---- | -------- | ------ | -------- | ------ | ---------------- |
| 藤井律子   | 65   | 無所属   | 新     | 33,395票 | 58.38% |                  |
| 木村健一郎 | 66   | 無所属   | 現     | 23,803票 | 41.62% | （推薦）連合山口 |

## しゅうニャン市プロジェクト
2016年4月1日、エイプリルフールを利用し、周南市を「しゅうニャン市」へ変更して知名度を高める企画が好評であったことから、2017年から市長の陣頭指揮のもと市の愛称としてPRする「しゅうニャン市プロジェクト」がスタート。市のサイトの閲覧数が増加するなどの効果が見られた。しかしながら品格がない、コストが掛かりすぎるなどの批判する声も高まり、2019年の市長選挙ではプロジェクトの存廃も争点の一つとなった。選挙戦で推進派の木村が敗れたことでプロジェクトは2年間で幕を閉じた。

## 著書
- 『台湾を目覚めさせた男　児玉源太郎』梓書院 2021年 ISBN 978-4-87035-719-8